# Villejuif – Léo Lagrange
Villejuif – Léo Lagrange – stacja linii 7 metra w Paryżu, położona w gminie Villejuif.

## Stacja

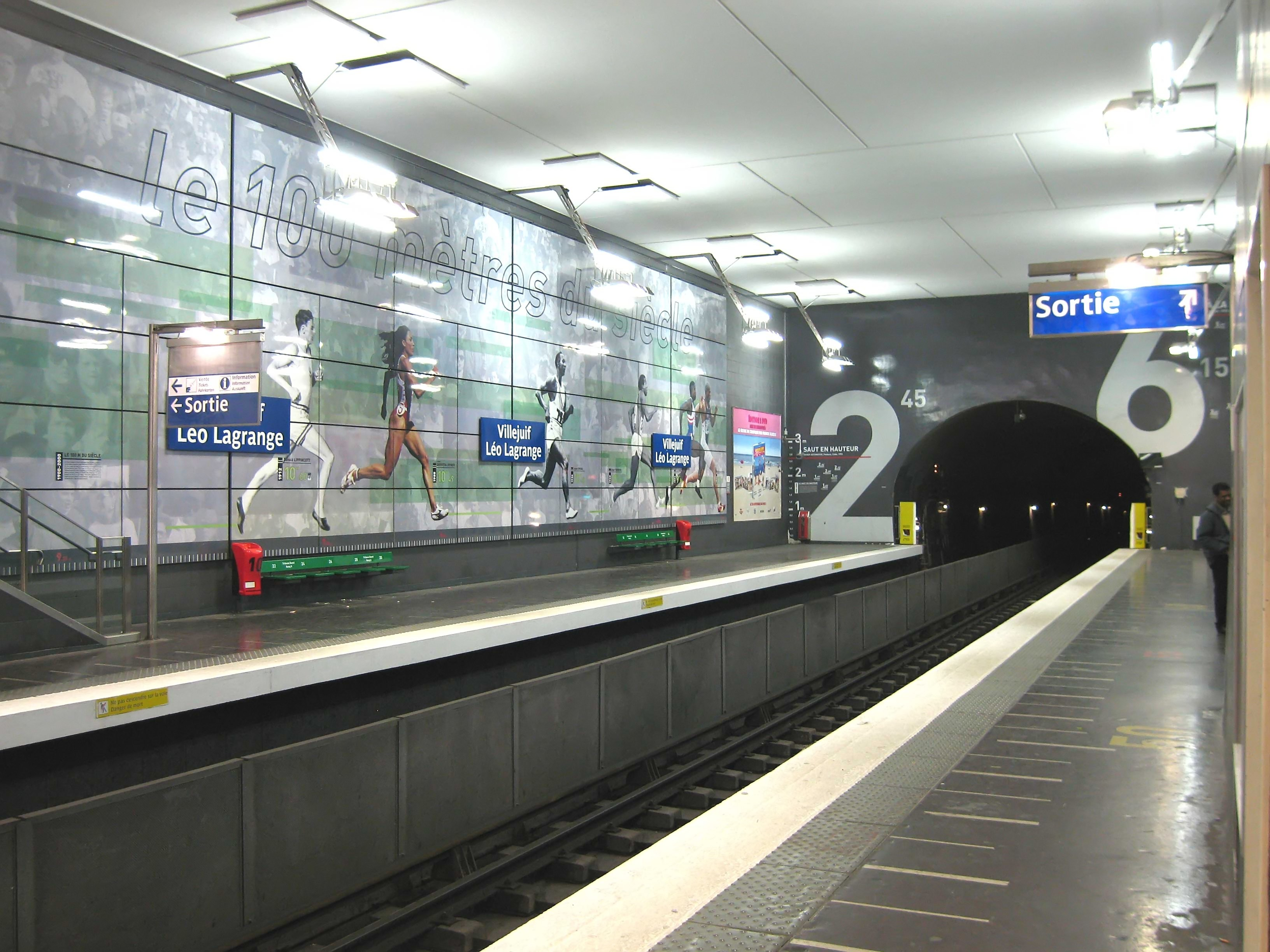
Perony stacji.

Stacja została otwarta w 1985 roku jako jedna ze stacji nowego odgałęzienia linii. Znajduje się pod ziemią, posiada jednonawową halę peronową z dwoma torami i dwoma peronami bocznymi.
Pierwszy człon nazwy stacji pochodzi od nazwy gminy, na terenie której ona leży. Drugi zaś nie ma związku z otoczeniem stacji i jest hołdem dla Léo Lagrange – francuskiego polityka, socjalisty, który uczestniczył w organizacji Olimpiady Ludowej. Zawody te miały się odbyć w 1936 roku jako alternatywa dla igrzysk w Berlinie, w nazistowskich Niemczech.
Stacja posiada dekorację o tematyce sportowej, która powstała z okazji 100-lecia paryskiego metra w 2000 roku. Na ścianach znalazły się zdjęcia i opisy wyczynów największych sportowców w dziejach oraz anegdoty na ich temat.

## Przesiadki
Stacja umożliwia przesiadki na autobusy dzienne RATP i nocne Noctilien.